# Maloviste
Maloviste (macedónul: Маловиште) település Észak-Macedóniában, a Pelagonijai körzet Bitolai járásában.

## Népesség
2002-ben 98 lakosa volt, akik közül 87 vlach, 10 macedón, 1 albán.